# Kuwaits vattentorn

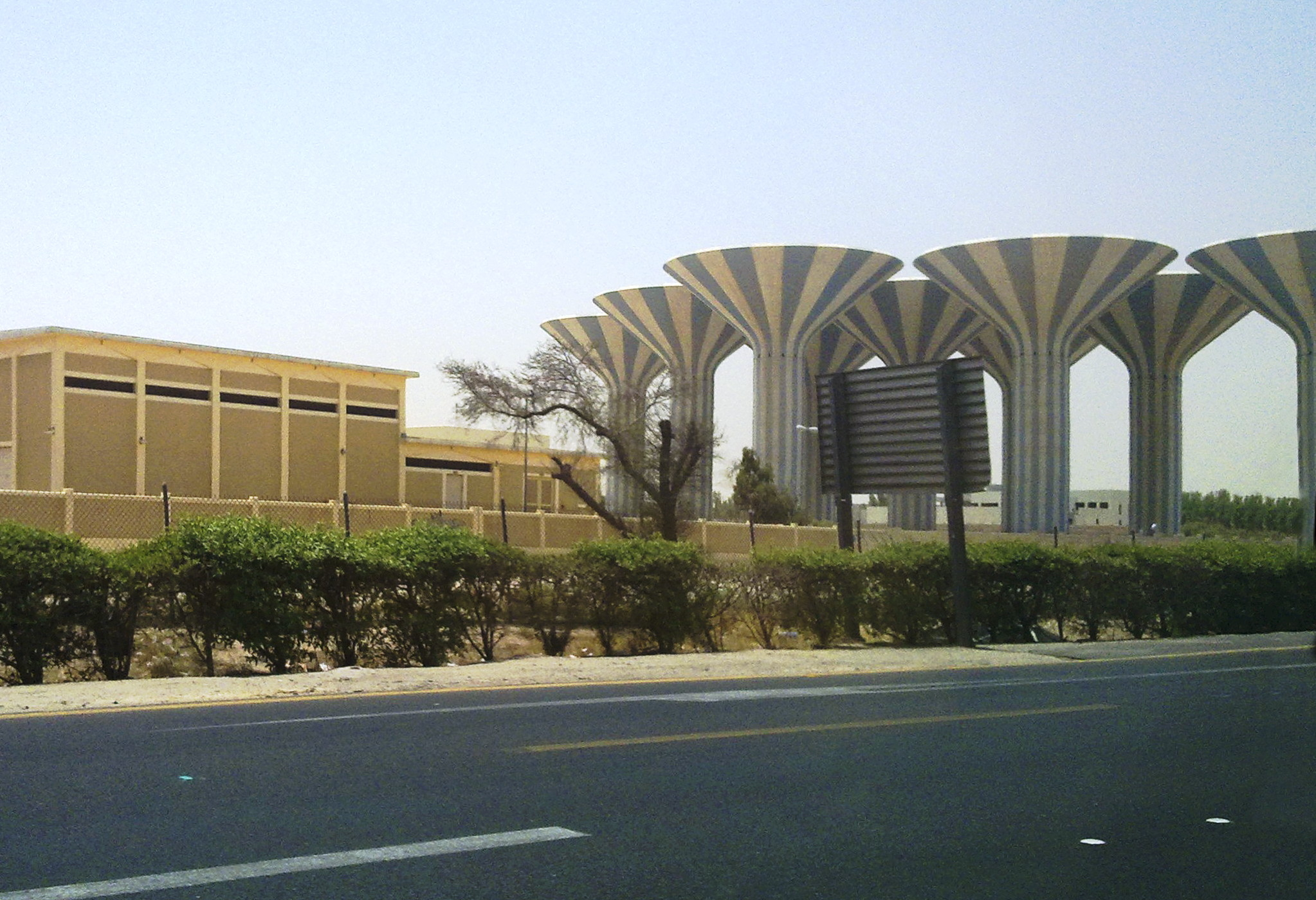
Kuwaits vattentorn.

Kuwaits vattentorn utgör ett påtagligt inslag bland byggnaderna i staden Kuwait. Regeringen i staten Kuwait uppdrog 1965 åt det svenska arkitekt- och byggföretaget VBB (sedan 1997 Sweco) att konstruera och bygga ett modernt vattenförsörjningssystem i huvudstaden. Företagets chefsarkitekt Sune Lindström lät uppföra fem grupper av vattentorn av samma slag som hans uppmärksammade "Svampen" i Örebro. De byggdes  i armerad betong och särskilt med förspända konstruktioner. Varje torn rymmer 3 000 kubikmeter vatten. Grupperna skiljer sig åt med hänsyn till antal torn, höjd, färg och utsmyckning. Byggarbetet skedde 1970-1976. 
För en sjätte plats ville emiren av Kuwait, schejk Jaber al-Ahmad ha något mer attraktivt. Av tio utarbetade förslag presenterade VBB tre för emiren, som valde en design av den danska arkitekten Malene Bjørn. Denna sista grupp är känd som Kuwait Towers och består av tre smala torn, varav två också fungerar som vattentorn.
Dessa trettiotre torn rymmer tillsammans 102 000 kubikmeter vatten. Kuwait Towers fick tillsammans med svamptornen, "The Kuwait Water Towers", utmärkelsen Aga Khans arkitekturpris för byggnader uppförda närmast före 1980.